# 13313 Kathypeng
13313 Kathypeng eller 1998 RU68 är en asteroid i huvudbältet som upptäcktes den 14 september 1998 av LINEAR i Socorro County, New Mexico. Den är uppkallad efter Kathy Peng.
Den tillhör asteroidgruppen Hygiea.